# Liste des conseillers régionaux des Ardennes
 (juin 2020).

## 2010-2015
Les conseillers régionaux de Champagne-Ardenne dans le département des Ardennes ont été élus lors de l'élection régionale de 2010. Voici la liste des conseillers régionaux ardennais  pour la mandature 2010-2015 :
| Nom                | Parti | Parti | Fonction |
| ------------------ | ----- | ----- | --- |
| Jean-Paul Bachy    |       | DVG   | Président de la Région Champagne-Ardenne et président de la commission Finances                                                                     |
| Joëlle Barat       |       | PS    | Vice-présidente de la Commission permanente, déléguée à la Santé et au Handicap                                                                     |
| Bernard Dekens     |       | UMP   | |
| Christophe Dumont  |       | EE    | |
| Claudine Ledoux    |       | PS    | Vice-Présidente de la Commission permanente déléguée aux relations internationales, aux questions européennes et aux coopérations transfrontalières |
| Michèle Leflon     |       | PCF   | Vice-Présidente de la Commission permanente déléguée à la formation professionnelle et à l'orientation                                              |
| Jean-Marie Meunier |       | PS    | Délégué pour le développement économique et l'emploi                                                                                                |
| Bérengère Poletti  |       | UMP   | |
| Eric Samyn         |       | FN    | |
| Franck Tuot        |       | PCF   | |
| Jean-Luc Warsmann  |       | UMP   | |